# Call of Cthulhu: Dark Corners of the Earth
Call of Cthulhu: Dark Corners of the Earth es un videojuego de terror desarrollado por Headfirst Productions y publicado por Bethesda Softworks, 2K Games y Ubisoft para la PC y la consola Xbox. El juego se publicó por primera vez para Xbox en 2005 seguido por la versión para PC en 2006. El juego Call of Cthulhu: Dark Corners of the Earth combina elementos de un juego de acción, aventura, un juego de disparos de primera persona y algunos elementos de un juego de misterio. 
El juego está basado en el trabajo de H.P. Lovecraft, el autor de La llamada de Cthulhu y el creador de la serie de mitos relacionados con Cthulhu. Es una nueva versión de la novela de Lovecraft de 1936 La sombra sobre Innsmouth. Tomando lugar principalmente en el año 1922, la historia principal sigue a Jack Walters, un detective privado mentalmente inestable que es contratado para investigar el poblado de Innsmouth, un misterioso lugar que se ha aislado casi por completo del resto de los Estados Unidos.
Su desarrollo comenzó en 1999, aunque fue retrasado repetidas veces con reiteradas revisiones y cambios por la ambiciosa intención de crear un juego inmersivo; incluso después de estos retrasos, la primera versión planeada para PlayStation 2 fue cancelada. Aunque fue muy bien recibido por los críticos y esta galardonado como uno de los mejores juegos de terror de todos los tiempos, Call of Cthulhu: Dark Corners of the Earth fue un fracaso comercial. Al menos dos juegos más estaban planeados siguiendo los mitos de Cthulhu, incluida una secuela directa que llevaría el nombre de Call of Cthulhu: Destiny's End, pero no fueron completados ya que Headfirst Productions entró en quiebra.

## Jugabilidad
Al principio, Call of Cthulhu: Dark corners of the Earth usa un estilo de juego de escape y evasión sin armas que exige la exploración e investigación de los mapas, aunque después se introduce el estilo de juego de tirador en primera persona para los combates. Como la mayoría de los videojuegos de terror, la munición de las armas es limitada y debe ser correctamente administrada y solamente usada cuando es indispensable, lo que ocasiona que en algunas situaciones se debe evitar el combate aún armado. El juego sigue solo una línea de eventos y no permite otras opciones a lo largo de la historia, en contraste con otros juegos de horror como Alone in the Dark (juego que también se inspiró en las obras de Lovecraft).
El juego no presenta la información del personaje (salud, armas, mapa, etc.). En vez de eso, la condición del personaje es revelada por diferentes sonidos como el latido del corazón y la respiración, que se hacen más notorios cuando se está lastimado, el color de la pantalla y la nitidez cuando se está a punto de perder el conocimiento o morir. Algunas heridas específicas activan indicaciones visuales: por ejemplo, una pierna rota causa que el personaje cojee mientras hace los sonidos apropiados para esta situación, mientras que un brazo roto causara que sea más difícil apuntar. El sistema de salud fue diseñado para simular un sistema de heridas más realista que en otros juegos del mismo género. Diferentes condiciones como estar envenenado o sangrando, requieren diferentes remedios, como un entablillado para curar una pierna rota. La pantalla de inventario muestra las heridas del personaje (que se muestran en el modelo del personaje) y los objetos de los que dispone el personaje.
El personaje va perdiendo salud mental cuando mira directamente a los horrores del mundo. La degradación de la salud mental del personaje puede llevarlo a alucinaciones; sonidos e imágenes que se presentarán como anomalías gráficas y sonidos distorsionados, lo que provoca cambios en la sensibilidad del control. Si el personaje pierde por completo esta estabilidad mental, esto lo llevará a la locura o a suicidarse, lo que resultará en perder el juego. La salud mental puede recuperarse al llegar a santuarios o derrotar enemigos. Las áreas marcadas con el signo de los Antiguos sirven como santuarios contra enemigos y puntos de guardar el juego. Para promover que los jugadores terminen más de una vez el juego, este ofrece un sistema en donde los jugadores pueden cambiar algunos puntos especiales, que reflejan un conocimiento adquirido a lo largo del juego, para desbloquear algunas recompensas especiales del juego, objetos ocultos e información adicional.
La mayoría de las armas a distancia están basadas en armas de fuego reales a excepción de Yithian, que es un arma que produce rayos de energía y aparece al final del juego. El personaje también puede hacer ataques cuerpo a cuerpo con una barra de metal o un arma que se ha quedado sin munición. El juego ofrece un sistema de combate realista: por la falta de HUD, el jugador tiene que ir contando cuanta munición le queda. Además de esto, no existe una mira artificial para poder apuntar; en vez de esto, el jugador debe apuntar a través de las miras de las armas, pero mantener el arma apuntada por mucho tiempo provoca que el personaje pierda algo de puntería. El sistema de disparo es único, ya que las balas alcanzan el blanco justo en donde se estaba apuntando. Por ejemplo, si el personaje termina de cargar su arma y dispara antes de que la animación de recarga este terminada, la bala saldrá en la dirección exacta hacia donde el cañón estaba apuntando cuando el jugador oprimió el gatillo.

## Historia
Después de una introducción que toma lugar en el Hospital psiquiátrico Arkham, el juego comienza el 6 de septiembre de 1915, cuando el policía Jack Walters (Cuya voz pertenece a Milton Lawrence) es convocado a una casa de campo descuidada en Boston. Este lugar está habitado por un extraño culto llamados la Sociedad de los Yith (Fellowship of the Yith), cuyo líder llamado Victor Holt ha llamado específicamente por Walters para hablar con él. Comienza un enfrentamiento armado en el que Walters queda atrapado en la mansión, separado de las fuerzas policiales que eran su apoyo, sin más opción que adentrarse más a la mansión para investigar lo que sucede. Cuando la policía por fin logra entrar al lugar, encuentran que a todos los seguidores del culto muertos en lo que parece un suicidio en masa y Walters aparentemente loco. Es enviado al hospital psiquiátrico de Arkham y permanece ahí durante 6 años.
Walters sale del instituto de salud y se convierte en investigador privado. El 6 de febrero de 1922 es contratado para un caso de una desaparición en Innsmouth, un pueblo xenofóbico costero y lugar donde desapareció un religioso llamado Brian Burnham, que había sido enviado ahí para establecer una tienda de alimentos de una cadena reconocida a nivel nacional. Llegando a este solitario poblado, que al parecer está abandonado y destruido, Jack intenta averiguar de manera poco satisfactoria acerca del paradero de Brian. Se queda en un hotel por la noche, en donde de manera milagrosa se salva de un intento de asesinato y después es perseguido por su atacante. De ahí en adelante, Jack es forzado a andar de manera sigilosa por numerosos callejones y lugares abandonados de Innsmouth, evitando a los grupos que intentan asesinarlo, que son policías corruptos y cultistas que están buscándolo. Él se hace de un arma para defenderse y conoce al gente encubierto Lucas mackey, que le dice que el pueblo está bajo una investigación federal. Jack eventualmente encuentra a Burnham y a su novia Ruth, pero el auto en el que viajan choca y esto mata a Brian, hiere a Jack y lo que pasó con Ruth es desconocido. Jack se recupera del accidente y es tomado por el FBI y su líder de escuadrón J. Edgar Hoover, donde es brutalmente interrogado. El 8 de febrero, Jack ayuda a Hoover y al FBI a asaltar la refinería de oro Marsh, donde es atacado por una antigua criatura conocida como Shoggoth y descubre un altar a Cthulhu antes de que el edificio es destruido.
Después del ataque a la refinería, las fuerzas armadas estadounidenses realizan un asalto por tierra y mar a Innsmouth el 9 de febrero. La única parte del pueblo que prueba resistir el ataque es el cuartel general de la Orden del Dragón Esotérico, un culto que está dedicado a la adoración de dos semidioses marinos y Cthulhu, esta orden es la principal y la que rige a las demás. El edificio demuestra ser impenetrable por la vía marina, pero Jack encuentra la manera de entrar por una abertura y esta entrada está custodiada por una criatura de Cthulhu. Dentro, Jack libera al agente Mackey que había sido capturado y listo para ser sacrificado en un ritual, y desactiva el escudo mágico que protegía el edificio. Después de descubrir una cámara secreta, cae por el suelo en un túnel que lleva hacia el mar. Jack es rescatado por el USS Urania, un navío de la guardia costera que se dirigen al "arrecife del diablo" el 10 de febrero, guiado por una serie rastros que les mostró el FBI.
En el camino, se encuentran con magos que invocan poderosas corrientes marinas y olas para intentar destruir la flota, pero Jack consigue matarlos. Los humanoides que son mitad peces conocidos como Los profundos (Deep Ones) hacen un ataque a gran escala al navío Urania, al mismo ataque se une Dagón. Jack logra vencer al semidiós, pero el barco se hunde. Jack sobrevive y logra llegar hasta el "arrecife del diablo", donde descubre algunos túneles que lo guían hasta la ciudad marina de Y'ha-nthlei. Esta ciudad se encuentra debajo del "arrecife del diablo" y es el hogar de los profundos y los miembros más importantes de la orden de Dagón. La marina de los Estados Unidos envía un submarino para intentar atacar con torpedos Y'ha-nthlei, pero estos son detenidos por una barrera mágica que protege la ciudad. El templo de Dagón es la fuente de esta barrera, pero la entrada a este templo está bloqueada para detener cualquier tipo de ataque. Jack encuentra otra manera de entrar por medio de unos antiguos túneles que están en la parte más baja de la ciudad, a la que aparentemente los profundos le temen. Estos pasajes eran la prisión de los pólipos voladores, antiguos enemigos de la raza de los Yith. Jack logra vencerlos con la ayuda de un arma de energía de los Yith. Jack logra entrar al templo de Dagón y matar a la Hidra madre, quien recitaba una canción que era la fuente de la gran barrera. El logra usar esta canción para controlar algunos de los profundos. Con la barrera desactivada, los submarinos atacan la ciudad y Jack escapa por un portal que lo lleva de vuelta al cuartel general de la Orden y se desmaya frente a Hoover y Mackey.
Al final, se revela que un Yithiano cambió su mente con el padre de Jack al momento de la concepción de Jack. Aunque físicamente es un humano, Jack heredó los poderes psíquicos de los Yith, y es por eso que los cultistas tenían un gran interés en él y esto explica las visiones del peligro que se avecinan en la ciudad de Pnakotus, así como su habilidad para controlar la mente de los profundos en el templo de Dagón. De vuelta a la escena introductoria, atrapado en el Asilo de Arkham, Jack se cuelga el 16 de febrero de 1922, siendo incapaz de manejar la verdad acerca de sí mismo y lo que ha presenciado. El juego está basado en "lo que está escrito en las memorias de Jack, que fue descubierto en 1924."

## Desarrollo
El juego estuvo en fases de desarrollo durante al menos 6 años a cargo de Headfirst Productions, y se puede rastrear desde agosto de 1999 en una discusión con el grupo Usenet en donde fanes de los mitos de Cthulhu contribuyeron con ideas para el juego a cargo de Andrew Brazier. Estas ideas en conjunto con algunas otras se utilizaron para crear el juego, que Brazier denominó como un "FPHAS - First Person Horror Adventure Shooter"(Juego de horror y disparos en primera persona). El protagonista del juego Jack Walters fue rediseñado repetidamente y la versión final fue diseñada por Tim Appleton. Headfirst inicialmente uso el motor de videojuego NDL Netlmmerse para los gráficos en combinación con Havok para el desarrollo de las mecánicas físicas del juego, pero finalmente crearon su propio motor de juegos.
Las primeras capturas de pantalla del juego fueron reveladas en diciembre de 1999, y el juego que estaba originalmente planeado para PC y PlayStation 2, fue planeado para ser publicado para su venta a finales del 2001. En 2000, Headfirst se encargó de los derechos que tenía Chaosium, empresa que publicó el juego de rol Call of Cthulhu. Antes de la E3 de 2001, se publicó que el juego estaba "completo en un 70%", pero fue retrasado en repetidas ocasiones. A finales del 2002, el editor original Fishtank Interactive fue remplazado por JoWood, que no presentaba mucho interés en la obra. Los desarrolladores después hicieron un trato con Bethesda para que el juego se desarrollara para PC y Xbox, la idea original diseñada para PlayStation 2 fue descartada.
Headfirst Productions tenía la idea original de un juego de escalas mucho mayores, un tipo de historia de un juego de rol no lineal que se adaptara al juego, con más personajes, locaciones y un modo de juego cooperativo de hasta 4 jugadores. Este modo de juego hubiera permitido a cada jugador escoger entre 4 personajes y desarrollar su propia investigación de manera independiente o hacerlo de manera en conjunto (en caso de solo ser 1 jugador, los otros hubieran sido IA). Una versión multijugador en línea permitiría batallas entre jugadores en niveles específicos. Algunas otras características como un sistema de locura más profundo y una mayor interacción con los ambientes fueron planeadas, pero por falta de fondos y problemas con el diseño de niveles fueron canceladas. El juego siempre estuvo pensado como un tirador en primera persona, pero las capturas de pantalla reveladas en 2001 lo mostraban como un juego en tercera persona. Muchas cosas que se revelaron en 2001 como "una gran variedad de armas" a disposición de los jugadores fueron eliminadas del juego, como un mazo de madera, una pistola Mauser C96, y una escopeta con acción de bombeo. Algunas armas y modelos del concepto de arte fueron revelados por un artista de Headfirst llamado Niel Venter por medio de DeviantArt.
Aunque la historia difiere en algunos lugares y las características del personajes principal son muy diferentes, algunas partes fueron diseñadas prácticamente iguales a la fragmentos de la novela de Lovecraft La sombra sobre Innsmouth. También contiene elementos compartidos con la campaña del juego de rol Call of Cthulhu y la campaña de Escape de Innsmouth, como el ataque a la refinería Marsh. Un cambio mayor en la historia original estuvo inspirado en la novela de Lovecraft The Shadow Out of Time.

## Lanzamiento
Call of Cthulhu: Dark Corners of the Earth fue lanzado al público el 24 de octubre del 2005 para Xbox y el 27 de marzo de 2006 para la PC. El juego fue lanzado con errores de software que nunca fueron arreglados oficialmente; estos errores son intermitentes y cargar la última partida guardada es normalmente suficiente para arreglarlos. También hubo un parche no oficial que arregla algunos de estos errores y baja la dificultad del juego. La versión de Xbox es compatible de manera oficial con Xbox 360 en algunas regiones.

## Reseñas
Call of Cthulhu: Dark Corners of the Earth en general recibió buenas críticas, pero también se hacía una constante referencia a los errores de programación que presentaba y que no era accesible a muchos jugadores debido a su alto nivel de dificultad. GameSpy lo colocó como el décimo mejor juego de la E3 2004, mientras que GameSpot lo nominó para " Mejor Juego sorprendentemente bueno de 2005", con comentarios como "después de un desarrollo tan largo, es difícil imaginar un mundo donde este juego de horror basado en las historias de H.P. Lovecraft acabó de buena manera. Por suerte, no tenemos que imaginarlo". Según IGN, el juego "es todo un éxito en algunas áreas", haciendo un  "excelente uso de sus fuentes" y forzando a los jugadores a "aceptar alguna responsabilidad realista de su personaje" por el sistema de locura y la falta de HUD, pero puede hacer que algunos jugadores "se rindan ante la alta dificultad del juego". Greg Kasavin de GameSpot opinó "una difícil e inquietante atmósfera llena este aventura en primera persona, lo que compensa algunos momentos frustrantes y los gráficos variados y originales."  El trabajador de Cheat Code Central Cole Smith lo llamó "una de las mejores adaptaciones de libros de todos los tiempos" que esta llena de vueltas, cambios y agradables pero espeluznantes sorpresas. Tiene una gran atmósfera que se sostiene con gráficos obscuros, sonidos de terror y una increíble e improbable historia que es tratada de manera adecuada para extraerte de la realidad y sumergirte en una experiencia de miedo."
Allen Rausch de GameSpy escribió "esta perturbadora rebanada de América de Lovecraft es un lugar que vale la pena visitar", así como "a pesar de sus pequeños errores, Call of Cthulhu: Dark Corners of Earth es más que digno para ser un tributo de la obra literaria en la que está inspirado." De manera similar, Kyle Williams de Gaming Target lo llamó un "trabajo de amor" que "desafía las convenciones para la creación de una experiencia digna de recordar el nombre de Lovecraft." Del equipo de Xbox Matthew Fisher escribió que, a pesar de algunos detalles con los gráficos, "es una experiencia inversiva que es nueva y un título que será nuevo y único para Xbox, un cambio que se agradece. ¿Valió la pena la espera? Definitivamente." A pesar de las críticas positivas, el juego fue un fracaso comercial.
| [Lovercaft] Su trabajo está basado en la idea de saber algo terrible es suficiente para horrorizarte de manera que te vuelta loco. El conocimiento de cosas que van más allá de nosotros es el verdadero horror, las criaturas y cultos son solamente la encarnación del miedo. Eso es lo que este juego ha logrado capturar.——"Horror is Knowledge: The Presentation of Fear in Call of Cthulhu" by Eric Swain, PopMatters |

El juego también fue aclamado en ciertos artículos y publicaciones. El escritor de A.V. Club Drew Toal lo llamó un "juego extraño y difícil, de la mejor manera posible," mientras de Davide Tomei de Adventure Classic Gaming lo describió como "un juego único que mezcla de manera asombrosa elementos de acción, aventura y acertijos para ofrecer una experiencia excepcional de horror."
Marshall Lemon de The Escapist lo llamó como un ejemplo de juego de horror que tiene un tipo de combate basado en armas de fuego que mantiene el terror y opina que "el resultado final es como algo que Lovecraft pudo haber escrito Lovecraft y vivir más allá de los años 30's" La gente de Innsmouth fue colocada como noveno lugar en "los villanos más terroríficos" del 2008 en la lista de GamesRadar y en 1UP.com apareció en la lista de 2009 como "los juegos donde la locura esta a límite". en 2011, The Daily Telegraph lo colocó en la lista de l"os mejores juegos de terror que no has jugado" en segundo lugar solo después de Amnesia: The Dark Descent, agregando que este clásico era "demasiado difícil, con demasiados errores y demasiado ignorado cuando se lanzó". Kyle Lawrence de TechRaptor lo recomendó como un "juego de acción escrito en un excelente estilo de Lovecraft aprovechando los mitos del escritor al máximo. Cualquiera que tenga interés en Lovecraft debería ser lo suficientemente valiente como para superar los terribles horrores de dificultad y errores del juego". PC Gamer UK lo colocó en el lugar 87 de la lista de 2011 como los mejores juegos de la historia para la PC por sus grandiosos escapes del hotel y llamándolo "detrás de los errores de código, un intento admirable." El mismo  año, GamePro lo clasificó en el lugar 11 de los mejores juegos de horror de todos los tiempos.

## Secuelas canceladas
Algunas otros juegos de la franquicia Call of Cthulhu fueron anunciados por Headfirst. Debido al largo proceso de desarrollo del primer título, los demás fueron desarrollados al mismo tiempo.
- Call of Cthulhu: Destiny's End era un juego en tercera persona de supervivencia y horror destinado para PlayStation 2 y Xbox, que originalmente se anunció como una exclusiva para PlayStation 2 llamada Call of Cthulhu: Tainted Legacy planeada para ser lanzada a finales de 2004.[47] Era una secuela directa de Dark Corners of the Earth, ambientada en las ruinas de Innsmouth y en locaciones a lo largo de la costa de Nueva Inglaterra de tiempos modernos, 80 años después de los eventos del juego original.[48] Este título tendría un modo de juego cooperativo para dos jugadores, cada uno controlando alguno de entre 2 personajes; Jacob, que utilizaría armas de fuego y Emily, controladora de magia (en las primeras versiones de Tainted Legacy, eran los nietos de Jack Walters Joshua y Madeline).[49] Su jugabilidad fue presentada en la E3 de 2005.[50][51]
- Call of Cthulhu: Beyond the Mountains of Madness también se anunció en noviembre de 2002 y se había planeado para Xbox y PC y su lanzamiento sería a finales de 2004.[52][53] Sería una secuela de la novela de Lovecraft At the Mountains of Madness, inspirada por el juego de rol de Call of Cthulhu y la campaña del mismo título.[54] El juego debía ser un juego de horror y supervivencia en primera persona y de disparos, tomaría lugar en 1930 y sería en diferentes locaciones como Alemania y la Antártida. Su protagonista sería un arqueólogo de la Universidad de Miskatonic, Robert Naples, intentando detener a los ocultistas Nazi en busca de las ruinas de la ciudad de los seres antiguos.[16]

Ambos juegos fueron cancelados cuando la compañía no logró encontrar un nuevo editor para ellos en 2006, lo que resultó en bancarrota para Headfirst. UGO.com y su escritora Marissa Meli incluyeron Destiny`s End en su lista de 2011 de los 25 juegos cancelados que pudieron ser "de los mejores de todos los tiempos" y Adam Dodd de Bloody Disgusting puso ambos títulos en su lista de 2013 de los 6 juegos de horror que "pudieron haber sido extraordinarios".